# Tyler Bertuzzi
Tyler Bertuzzi (ur. 24 lutego 1995 w Sudbury, Ontario, Kanada) – kanadyjski hokeista, gracz ligi NHL.

## Kariera klubowa
- Guelph Storm (2.09.2011 – 17.10.2014)
- Detroit Red Wings (17.10.2014 – )
  -  Grand Rapids Griffins (2014 – 2018)

## Kariera reprezentacyjna
- Reprezentant Kanady na MŚ w 2019

## Sukcesy
Reprezentacyjne
- Srebrny medal mistrzostw świata: 2019

Klubowe
- Calder Cup z zespołem Grand Rapids Griffins w sezonie 2016-2017 ligi AHL

Indywidualne
- Najbardziej wartościowy zawodnik (MVP) fazy play-off ligi AHL (Jack A. Butterfield Trophy) w sezonie 2016-2017